# Las aventuras del Doctor Miniatura
Las aventuras del Doctor Miniatura fue un programa de televisión argentino, infantil, que salió al aire en el 2006, producida por Endemol, trasmitida por Telefe los sábados a las 20:30, y luego trasladado a las 11 de la mañana.  Tuvo como protagonista a Boy Olmi y a Rodrigo Noya y Agustina Noya, como protagonistas infantiles.

## Trama
El ciclo se centra en las aventuras de dos hermanos, Martín (Rodrigo Noya) y Karen (Agustina Noya), que, gracias a la tecnología suministrada por el doctor Miniatura (Boy Olmi), viajan por el interior del cuerpo humano descubriendo los efectos que distintas enfermedades (hepatitis, apendicitis, caries, otitis, úlcera péptica, asma, miopía, varicela, bronquitis, diabetes, osteoporosis y anemia) tienen sobre él y la manera de prevenirlas o curarlas.
Pero los protagonistas deberán enfrentarse al villano de la historia, el doctor Maldelman (Carlos Belloso), que pretende adueñarse de la tecnología que permite al doctor Miniatura -al modo de las pastillas de chiquitolina del Chapulín Colorado- reducir la mininave en que viaja junto a Martín al microscópico tamaño requerido para la aventura semanal.

## Reparto[5]
- Boy Olmi: Dr Miniatura
- Rodrigo Noya: Martín
- Agustina Noya: Karen
- Carlos Belloso: Dr Maldelman
- Martín Piroyansky: Teo
- Sebastián Kirzner: "Móco" (Secuaz Del Dr Maldelman)

### Participaciones
- María Fernanda Callejón: Carmela
- Agustina Lecouna: Tania (Villana)
- Virginia da Cunha: Dolores (Novia De Teo)
- Hilda Bernard:
- Carolina Ardohain:
- Jazmin Stuart: